# 찬오
찬오(1997년 ~ )는 대한민국의 가수다. 2022년 싱글 앨범 [그때]로 데뷔했다.

## 방송
- 슈퍼스타K 2016 (2016) - Top64

## 음반
- 그때 (2022)
- 어젯밤 (2023)
- 위로 (2023)
- 내 맘 (2023)